# دير سيتا
قرية درسيتا تقع في المنطقة الشمالية من محافظة إدلب. 

## الموقع

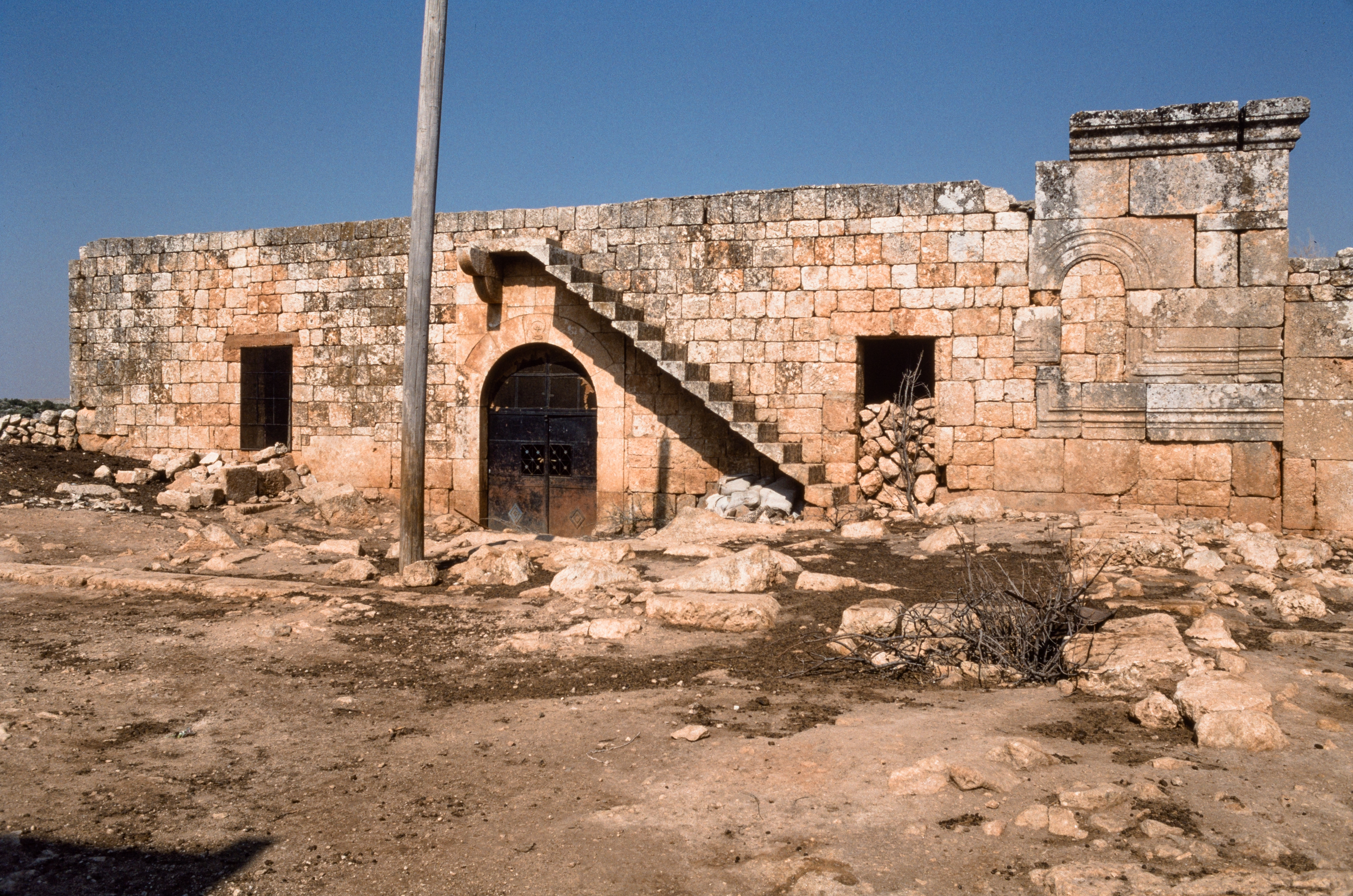
الواجهة الغربية للكنيسة الشمالية، دير سيتا، سوريا

تبعد عن مركز مدينة ادلب حوالي 25 كيلو متر ، ترتفع عن سطح البحر 400 حوالي م، مساحة القرية 170 هكتار, المنطقة جبلية تصلح للرعي وفيها مساحات صغيرة يمكن زراعتها بالمحاصيل الزراعية والعلفية ووجود اراضي سهلية قليلة جدا, فيها اشجار الزيتون لكن انتاجيتها ضعيفة لقلة الخدمة وضعف خصوبة الأراضي, القرية بعيدة نسبيا عن مراكز المدن الرئيسية بالمحافظة, عدد سكان القرية حوالي 1500 نسمة, معظم الاهالي يعملون بالزراعة وتربية الماشية, وبسبب ظروف الحرب وارتفاع اسعار المحروقات والاسمدة والاعلاف توقف الناس عن الزراعة وتربية المواشي باستثناء بعض العائلات التي تعتمد على تربية المواشي, كذلك معظم الموظفين تركوا وظائفهم وبقوا عاطلين عن العمل, ونظرا لبعد هذه القرى عن مراكز المدن فان معظم الناس فيها لا يمتلكون مهن يدوية ولا حرف صناعية فانتشرت البطالة بشكل كبير جدا, ومما زاد نسبة البطالة حركة النزوح الكبيرة إلى هذه القرية كونها تنعم بأمان نوعا ما أفضل من غيرها, فازدادت المنافسة على العمل مع ندرته فانخفضت اجرة العامل لمن يعمل, ونظرا لعدم وجود معامل وتوقف الزراعة لم يعد دورا للنساء والشباب الذين كان لهم دور كبير في تأمين دخل الأسرة مع الإشارة إلى ارتفاع نسبة عدد افراد الاسرة الواحدة, تفتقد القرية لمعظم الخدمات بعضها كان غير موجود قبل الثورة أصلا كشبكة الصرف الصحي والخدمات الطبية وبعضها تعرض للتلف والسرقة في أثناء الأزمة مثل شبكة الكهرباء والهاتف والمياه, يعتمد الناس في تأمين دخلهم على المساعدات التي تصلها من بعض المنظمات الإنسانية مع  قلتها وهي لا تفي بالغرض, ومما يزيد صعوبة العيش في القرية ارتفاع اسعار المواد الاستهلاكية والغذائية عن باقي القرى لعدم وجود مراكز بيع (دكاكين- سوبر ماركت) وبعد القرية عن المدن فازدادت معاناة الأهالي زيادة على معاناتهم. المجلس المحلي في قرية درسيتا